# Římskokatolická farnost Krásný Les (Liberec)
Římskokatolická farnost Krásný Les (něm. Schönwald) je církevní správní jednotka sdružující římské katolíky na území obce Krásný Les a v jejím okolí. Organizačně spadá do libereckého vikariátu, který je jedním z 10 vikariátů litoměřické diecéze. Farním kostelem je místní kostel svaté Heleny v Krásném Lese u Liberce. 

## Historie farnosti
Farnost je tzv. starobylá, tzn. že byla pochází ze středověku, avšak datum jejího založení není známo. Po třicetileté válce byla filiálkou frýdlantské fary. Matriky byly vedeny od roku 1739. V roce 1781 byla v místě zřízena lokálie. Farnost byla kanonicky kanonicky zřízena od roku 1855 a jejím prvním farářem se stal v roce 1856 Josef Marx.

### Duchovní správcové vedoucí farnost
Začátek působnosti jmenovaného v duchovní správě farnosti od:
- 1783 cap. loc. Florian Hübner, n. 7. 11. 1747 Lusdorfens., o. 21. 9. 1771, † 16. 6. 1834
- 1788 cap. loc. Car. Maukisch
- 1795 cap. loc. Andreas Witmesser, n. 28. 11. 1749 Prag, o. 17. 12. 1774
- 1799 cap. loc. Jos. Spielmann
- 1803 cap. loc. Car. Streit, † 26. 3. 1820
- 1815 cap. loc. Franc. Petters, n. 16. 10. 1784 Woelmdorfens, o. 23. 4. 1807, † 4. 11. 1866
- 1820 cap. loc. Franc. Jos. Lang, n. 3. 10. 1784 Reichen, o. 31. 8. 1807, † 15. 12. 1840
- 1829 cap. loc. Philip. Günzl, n. 2. 1. 1784 Reichenberg, o. 29. 8. 1812, † 21. 12. 1841
- 1843 cap. loc. Henric. Hausner, n. 20. 2. 1807 Stokav., o. 25. 7. 1830
- 1851 cap. loc. Jos. Marx, n. 22. 4. 1810 Kratzau, o. 3. 8. 1833
- 1856 proto-par. (prvo-farář) Jos. Marx, n. 22. 4. 1810 Kratzau, o. 3. 8. 1833, † 30. 11. 1857
- 1858 par. vacat, admin. int. Car. Wünsch
- 1859 Vinc. Vater, n. 22. 7. 1817 Wiesenthal., o. 29. 7. 1842, † 13. 7. 1865
- 1865 Aug. Klindert, n. 27. 10. 1815 Ausig, o. 1. 8. 1839, † 1. 3. 1882
- 1867 par. vacat, admin. int. Guilielm Breuer
- 1868 Isidor. Preisler, n. 30. 4. 1819 Johannesthal. o. 25. 7. 1844, † 8. 10. 1886
- 1875 par. vacat, admin. int. Franc. Jomrich
- 1876 Leopold Hübner, n. 30. 11. 1828 Reichenberg, o. 25. 7. 1852, † 4. 6. 1882
- 1882 Anton. Henke, n. 10. 3. 1819 Brims, o. 25. 7. 1843, † 31. 12. 1905
- 1885 par. vacat, admin. int. Pius Appelt
- 1886 Jos. Appelt, n. 1. 6. 1834 Dörfel, o. 26. 7. 1858, † 20. 8. 1899
- 1900 par. vacat, admin. interc. Franc. Michel
- 1901 Franc. Michel, n. 3. 10. 1865 Leipa, o. 16. 5. 1889
- 1. 11. 1940 Franc. Wirth, n. 7. 12. 1884 Kaaden, o. 14. 7. 1907, † 16. 8. 1959
- 1. 8. 1946 Josef Zlámal
- 16. 3. 1951 Ludvík Spurný OFM
- 26. 11. 1952 Klement Ruisl
- 15. 12.1952 Augustin Šumbera
- 1. 4. 1953 Klement Ruisl
- 1. 9. 1955 Jan Formůsek
- 1. 4. 1957 Rudolf Pfáb
- 1. 8. 1969 Karel Efrém Kovařík OFM
- 1. 7. 1977 Ladislav Peloušek
- 1. 11. 1990 Tomáš Pavel Genrt OFM
- 1. 8. 1992 Pavel Michal
- 1. 11. 2002 Miloš Raban
- 1. 1. 2003 Jacek Wszola (později Šimon Hamza)
- 1. 2. 2003 Oldřich Kolář
- 1. 7. 2003 Marcin Saj, admin. exc. z Nového Města pod Smrkem
- 1. 9. 2011 Šimon Hamza (dříve Jacek Wszola[3]), admin. exc. z Nového Města pod Smrkem
- 1. 3. 2020 Radek Jurnečka, admin. exc. z Liberce
- 1. 8. 2022 Antoni Wasil, admin. exc. z Nového Města pod Smrkem[2]

Kromě kněží stojících v čele farnosti, působili ve farnosti v průběhu její historie i jiní kněží. Většinou pracovali jako farní vikáři, kaplani, katecheté, výpomocní duchovní aj.

## Území farnosti
Do farnosti náleží území obcí:
- Krásný Les
- Dolní Řasnice

## Římskokatolické sakrální stavby na území farnosti
| Fotografie | Stavba            | Místo      | Bohoslužby                      | Zeměpisné souřadnice            | Status       | Číslo kulturní památky           |        |
| Kostel | Kostel            | Kostel     | Kostel                          | Kostel                          | Kostel       | Kostel                           | Kostel |
| --- | ----------------- | ---------- | ------------------------------- | ------------------------------- | ------------ | -------------------------------- | ------ |
| | Kostel sv. Heleny | Krásný Les | bližší informace o bohoslužbách | 50°56′33″ s. š., 15°8′51″ v. d. | farní kostel | 15124/5-4343 (Pk•MIS•Sez•Obr•WD) |        |
| Některé drobné sakrální stavby a pamětihodnosti lze dohledat zde v databázi Drobné sakrální památky Zaniklé sakrální stavby lze dohledat zde v databázi Poškozené a zničené kostely, kaple a synagogy v České republice |                   |            |                                 |                                 |              |                                  |        |

Ve farnosti se mohou nacházet i další drobné sakrální stavby, místa římskokatolického kultu a pamětihodnosti, které neobsahuje tato tabulka.

## Příslušnost k farnímu obvodu
Z důvodu efektivity duchovní správy byl vytvořen farní obvod (kolatura) Římskokatolická farnost Nové Město pod Smrkem, jehož součástí je i farnost Krásný Les u Liberce, která je tak spravována excurrendo. Přehled těchto kolatur je uveden v tabulce farních obvodů libereckého vikariátu.